# Herb gminy Trzciana

Herb gminy Trzciana do 2014 roku

Herb gminy Trzciana – jeden z symboli gminy Trzciana, autorstwa Włodzimierza Chorązkiego i Karoliny Chorązkiej-Paluch, ustanowiony 14 sierpnia 2014.

## Wygląd i symbolika
Herb przedstawia na tarczy w polu srebrnym serce z zaćwieczonym krzyżem kawalerskim czerwone. Czerwone serce z zaćwieczonym krzyżem kawalerskim w srebrnym polu to herb Zakonu Kanoników Regularnych od Pokuty pod wezwaniem Świętych Męczenników, którego kościół i klasztor powstał w Libichowej (obecnie Trzciana) w 1262 r. dzięki przywilejowi Bolesława V Wstydliwego.